# سنت‌مری (میزوری)
سنت‌مری (به انگلیسی: St. Mary) یک شهر در ایالات متحده آمریکا است که در شهرستان استی جنویو، میزوری واقع شده‌است. سنت‌مری ۱٫۵۸ کیلومتر مربع مساحت و ۳۶۰ نفر جمعیت دارد و ۱۱۷ متر بالاتر از سطح دریا واقع شده‌است.